# Bubics Ede
Bubics Ede (Süttör, ma: Fertőd, 1818. december 23. – Lukácsháza, 1884. november 23.) vízépítő mérnök.

## Élete
Bubics Zsigmond kassai püspök bátyja volt. Nemes szülőktől származott; a gimnáziumot Sopronban, a műegyetemet Bécsben végezte. Itt érte őt az 1848-as szabadságharc, és honvéd lett; a mérnökkari osztályban szolgálta a szabadság ügyét, és Görgei Artúrt követte Világosig. A fegyverletétel után Törökországba menekült, ahol egy évig nélkülözések között bujdosott, míg végre álruhában sikerült hazatérnie. Miután egy ideig Somogyban bujkált, ott mint okleveles mérnök működött és különösen a Balaton felmérésénél vett később tevékeny részt. 1858-ban letelepedett Esterházy herceg Lukácsházán levő birtokán.

## Munkái
Több kisebb társadalmi s történeti cikkén kívül, melyek a fővárosi napilapokban és vidéki közlönyökben jelentek meg, írt Lukácsházáról leveleket az Archeológiai Értesítőbe (1870). Értekezései: Baumgartner Andrásról; A római postaügy történelmi fejlődése és belszervezete; A kőszegi ó-ház (Vasmegyei Rég. Egylet Jelentései 1875. és 1877–79-ről); végül Az 50-es évekről cz. epizódját Ribiczey alább idézett munkájában németre fordította.